# Instituto de Ciencias Biomédicas de la Universidad de Chile
El Instituto de Ciencias Biomédicas (ICBM) de la Facultad de Medicina (FMED) de la Universidad de Chile fue fundado en el año 1997 tras un proceso de reestructuración de las áreas básicas y pre-clínicas, donde la antigua estructura de organización de estas áreas en departamentos no daba cuenta de las necesidades vigentes en aquella época. La estructura rígida de los departamentos existentes no facilitaba la interacción entre los académicos, debido a la carencia de contacto y conocimiento mutuo, y cada departamento organizaba sus actividades de investigación y docencia aislado del resto.
Para modificar esta situación, y tras una larga etapa de análisis en la que participaron académicos de diversos departamentos junto al entonces decano Prof. Eduardo Rosselot, se creó el ICBM, una unidad académica integradora constituida por 10 Programas Disciplinarios que cubrían una amplia gama de áreas disciplinarias de la biomedicina. Desde su creación, el ICBM tuvo una actualización de Decreto de organización y funcionamiento (2017), organizándolo en nueve Programas que se encargan de aportar nuevos conocimientos sobre el progreso del respectivo campo de estudio, de la formación de nuevos académicos dentro de ese campo y de asegurar una enseñanza de alta calidad en biomedicina para los estudiantes de pregrado y postgrado: Biología Celular y Molecular, Biología Integrativa, Farmacología Molecular y Clínica, Fisiología y Biofísica, Fisiopatología, Genética Humana, Inmunología, Microbiología y Micología, y Virología. Durante el 2024, se generó una nueva actualización actualización de Decreto de organización y funcionamiento, que se implementará durante el 2025.

#### Directores
El ICBM ha tenido siete directores, entre ellos el Dr. Jorge Allende (1997-2001), Dr. Enrique Jaimovich (2002-2006), Dr. Norbel Galanti (2007-2010), Dr. Benjamín Suárez (2010-2014), Dra. Carmen Larrañaga (2014-2018), Dr. Juan Diego Maya (2018-2023) y actualmente lo dirige el Dr. Emilio Herrera (2024-al presente).
El ICBM cuenta con más de 140 investigadores que desarrollan sus líneas de investigación en cerca de 90 laboratorios; y si bien estos presentan un enfoque básico y biomédico, varios se han acercado exitosamente a la integración básico-clínica.
Diagnóstico y terapias Innovadoras
- Estudios clínicos
- Salud digital y tecnologías
- Inteligencia artificial

Infección y microbiología
- Epidemiología
- Control de patógenos y resistencia antimicrobiana
- Bases celulares y moleculares de la infección por microorganismos
- Infección e inmunidad

Envejecimiento
- Salud cognitiva y envejecimiento saludable
- Enfermedades neurológicas y eje intestino-cerebro
- Mecanismos de envejecimiento celular y tisular

Enfermedades crónicas
- Cáncer
- Enfermedades cardiovasculares y pulmonares
- Enfermedades del sistema inmune
- Obesidad

Bases fundamentales de la función celular, tisular y del organismo
- Biologías y desarrollo de tejidos
- Fisiología y metabolismo celular
- Comunicación celular
- Genómica/bioinformática
- Modelamiento matemático/físico

- Más de 100 proyectos de investigación nacional e internacional
- Más de 1500 artículos científicos indexados (2014-2024)
- Más de 25 aplicaciones de patentes de invención
- Más de 20.000m2 de infraestructura
- Más de 90 laboratorios de investigación